# Юденич Інга Вадимівна
Інга Вадимівна Юденич (рос. Инга Вадимовна Юденич; 3 лютого 1936, Ленінград, СРСР — 11 листопада 2015, Санкт-Петербург, Росія) — радянський і російський мистецтвознавець, кандидат мистецтвознавства, член-кореспондент РАХ (2011), Заслужений працівник культури Росії. Підписантка листа на підтримку політики президента Росії Володимира Путіна щодо російської військової інтервенції в Україну.

## Життєпис
Інга Юденич народилася 3 лютого 1936 року в Ленінграді. Закінчила Ленінградський університет за спеціальністю — історик мистецтва. Закінчила аспірантуру Інституту живопису, скульптури та архітектури ім. І. Ю. Рєпіна в Санкт-Петербурзі.
Пройшла шлях від редактора ленінградських видань «Мистецтво» та «Аврора» до вченого секретаря «Ермітажу» (1973—1985) і вченого секретаря відділення мистецтвознавства Російської академії мистецтв (1985—2015).

## Позиція стосовно України
У березні 2014 року підписав листа на підтримку політики президента Росії Володимира Путіна щодо російської військової інтервенції в Україну.

## Вибрані праці
- Пейзажи Писсарро в Эрмитаже / И. В. Юденич. — Ленинград: Издательство Государственного Эрмитажа, 1963. — 24 с.: ил.; 17 см. — 10000 экз. (рос.)
- Пикассо и окрестности: Сборник статей. — М.: Прогресс-Традиция, 2006. — 296 с. (в соавторстве) (рос.)